# لامعقولستان (رواية)
لامعقولستان (Absurdistan) هي رواية ساخرة للكاتب الأمريكي غاري شتاينغارت في عام 2006.
وتروي مغامرات ميشا فاينبرغ، البالغ وزنه 325 رطلاً، ونجل الرجل رقم 1238 في قائمة أغنى أغنياء روسيا، وهو يكافح من أجل العودة إلى حبه الحقيقي في جنوب برونكس.

## ملخص القصة
يُعرف ميشا باسم «سناك دادي» منذ أيامه في «أكسدنتال كوليدج» (الكلية الغير مقصودة)، وهي مدرسة في الغرب الأوسط للولايات المتحدة (تشبه كلية أوبرلين التي التحق بها شتينغارت، في حين أن اسمها "Accidental" هو تلاعب باسم كلية أوكسيدنتال). وميشا يائس من العودة إلى حبه الحقيقي، روينا، التي التقى بها بينما كانت تعمل في «حانة صغيرة». وتدرس الآن في كلية هانتر، على نفقة ميشا.
بعد أن قتل والد ميشا رجل أعمال بارز في أوكلاهوما، منعت دائرة الهجرة والتجنيس جميع أفراد عائلة فاينبرغ من الدخول إلى الولايات المتحدة. وهذا يقيد ميشا في مسقط رأسه سانت بطرسبرغ (التي يشير إليها بحنين باسم «سانت لينينسبورغ»).
قتل والد ميشا على يد رجل أعمال آخر أوليغارشي. بعد ذلك بوقت قصير، أتيحت لميشا الفرصة لشراء جواز سفر بلجيكي من دبلوماسي فاسد في جمهورية «أبسوردفاني» السوفيتية السابقة الوهمية (المعروفة أيضًا باسم «لامعقولستان»).
أكسبت ثروة «لامعقولستان» من الثروات النفطية، أكسبتها لقب «نرويج بحر قزوين». البلد مقسم بين مجموعتين عرقيتين رئيسيتين: سيفو وسفاني. إنهم يكرهون بعضهم البعض بسبب خلافهم حول الاتجاه الصحيح لإمالة «مسند أقدام» الصليب الأرثوذكسي. اندلعت الحرب الأهلية في لامعقولستان، ومن أجل حب جديد وجده، اضطر ميشا للانحياز إلى جانب في الصراع.
تم تعيينه كوزير للتعددية الثقافية، ويطلب من ميشا تقديم التماس لإسرائيل للحصول على أموال، لكنه وجد أن زعيم سيفو يتلاعب به - وأن زعيم سيفو كان في تحالف مع زعيم سفاني طوال الوقت.